# گورنگی کرچین
گورنگی کرچین (به صربی: Gornji Krčin) یک منطقهٔ مسکونی در صربستان است که در ورورین واقع شده‌است. گورنگی کرچین ۲۴۳ نفر جمعیت دارد.